# Noosfera

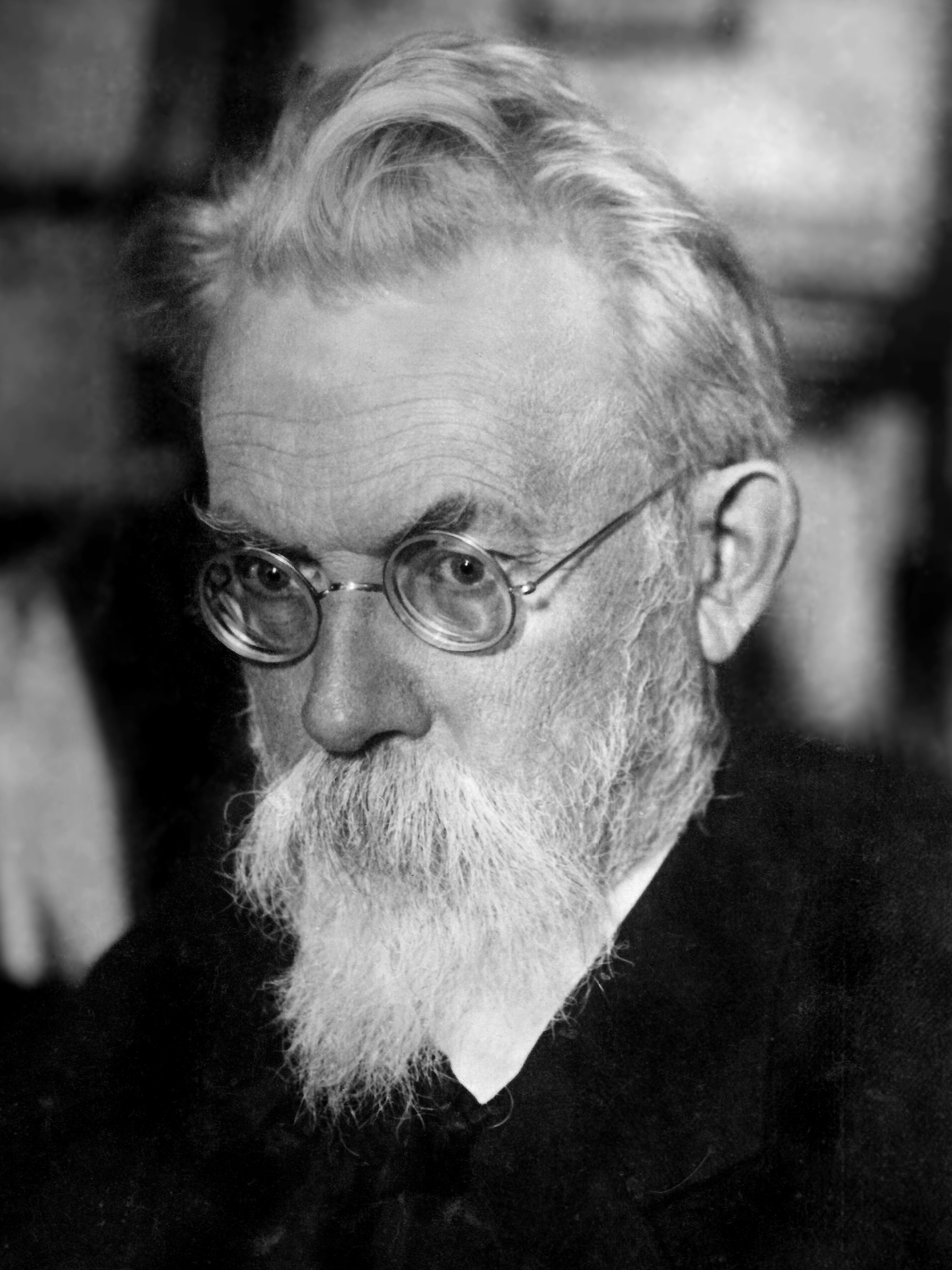
Vladímir Vernadski12
de març de 1863 - 6 de gener de 1945. Teòric de la Noosfera.

La noosfera (del grec noos, νόος, intel·ligència, i esfera, σφαῖρα) és el conjunt d'éssers vius dotats d'intel·ligència, segons Vladímir Vernadski. El diccionari de la Gran Enciclopèdia Catalana el defineix com l'«àmbit de l’enteniment, entès com a unitat suprapersonal i imaginat sovint com a entitat real i viva».

## Teories
Vladímir Vernadski va elaborar la teoria de la noosfera com a contribució essencial al cosmisme rus. En aquesta teoria, la noosfera és la tercera d'una successió de fases del desenvolupament de la Terra, després de la geosfera (matèria inanimada) i la biosfera (vida biològica). Tal com l'emergència de la vida ha transformat la geosfera, l'emergència de la cognició humana transforma la biosfera. En contrast amb les concepcions dels teòrics de Gaia o dels promotors del ciberespai, la noosfera de Vernadski emergeix en el punt en què el gènere humà, mitjançant el mestratge en els processos nuclears (energia nuclear), és capaç de crear recursos mitjançant la transmutació d'elements.
La teoria de la noosfera seria recollida més tard pel teòleg cristià Pierre Teilhard de Chardin (1881-1955). Teilhard explica la noosfera com un espai virtual en el qual es dona el naixement de la psiquis (neogènesis), un lloc on ocorren tots els fenòmens (patològics i normals) del pensament i la intel·ligència.

Per a Teilhard, l'evolució té igualment tres fases o etapes: la geosfera (o evolució geològica), la biosfera (o evolució biològica), la noosfera (o evolució de la consciència universal). Aquesta última, conduïda per la humanitat, aconseguirà l'última etapa de l'evolució en la cristosfera. També entengui's que la noosfera és l'estat que condueix l'energia alliberada en l'acte del pensament. És a l'altura dels caps humans interconnectant tota l'energia del pensament i generant la consciència universal [cita requerida].
«Je crois que l'Univers est une Evolution. Je crois que l'Evolution va vers l'Esprit. Je crois que l'Esprit s'achève en du Personnel. Je crois que le Personnel suprême est le Christ-Universel.» ("Crec que l'Univers és una evolució. Crec que l'evolució va a l'Esperit. Crec que l'Esperit acaba en el Personal. Crec que el Suprem Personal és el Crist-Universal.")Pierre Teilhard de Chardin 

## Coincidències i diferències entre Vernadski i Teilhard
Tots dos, Vernadski i Teilhard, coincideixen en el procés, encara que l'última etapa assenyala objectius totalment diferents
- Per a Vernadski, l'última etapa és una visió del pensament científic que accelera, modifica i va prenent el control del "natural", i en la qual mai discuteix una possible fi de la noosfera.
- Per a Theilhard, el costat psíquic de la matèria es torna determinant, per a apuntar així a la culminació d'un procés on la Terra-noosfera és reemplaçada per una superment, significant d'aquesta manera la realització de l'esperit en la Terra.

## Noocràcia
El recent coneixement dels ecosistemes i de l'impacte humà en la biosfera ha conduït a un vincle entre la noció de sostenibilitat amb el de coevolució i amb l'harmonització de l'evolució cultural i biològica. En aquest context, el resultant sistema polític serà referit llavors com una noocràcia. Ja Sòcrates havia suggerit aquest sistema.
El teòric nord-americà Ken Wilber (1995) tracta aquesta tercera evolució de la noosfera. En el seu treball Sexe, ecologia i espiritualitat (1995) construeix diversos arguments seus sobre l'emergència de la noosfera i la contínua emergència de subsegüents estructures evolutives.